# لياندرو ألفيس دا كونا
لياندرو ألفيس دا كونا (بالبرتغالية: Leandro Alves da Cunha) هو لاعب كرة قدم برازيلي في مركز الهجوم، ولد في 30 نوفمبر 1980 في ريو دي جانيرو في البرازيل. لعب مع أسيك أبيدجان وأونياو ليريا وباريس سان جيرمان وغويتاكاس ونادي الملعب التونسي ويونيفرسيتاتيا كرايوفا.

## وصلات خارجية
- لياندرو ألفيس دا كونا على موقع قاعدة بيانات كرة القدم.إي يو (الإنجليزية)
- لياندرو ألفيس دا كونا على موقع Soccerway.com (الإنجليزية)
- لياندرو ألفيس دا كونا على موقع عالم كرة القدم.نت (الإنجليزية)